# Классификация Библиотеки Конгресса
Классификация Библиотеки Конгресса (англ. Library of Congress Classification, LCC) — система библиотечной классификации, разработанная Библиотекой Конгресса США; используется в большинстве исследовательских и академических библиотек в США и ряде других стран. Большинство публичных библиотек и небольшие академические библиотеки продолжают использовать старую Десятичную классификацию Дьюи (DDC).
Классификация была изобретена Гербертом Патнемом в 1897 году, как раз перед тем, как он принял Библиотеку Конгресса под своё управление. В основе классификации лежала Cutter Expansive Classification, разработанная в 1880 году Чарльзом Амми Каттером и под влиянием DDC, разработанной Мелвилом Дьюи в 1876 году. Классификация Патнема была разработана специально для собрания Библиотеки Конгресса, чтобы заменить фиксированную систему местоположения, разработанную Томасом Джефферсоном. Ко времени ухода Патнэма со своего поста в 1939 году, все классы, кроме K (закон) и части B (философия и религия), были хорошо развиты.
LCC была подвергнута критике за отсутствие теоретической основы. Многие из классификационных решений были вызваны практическими потребностями этой библиотеки, а не эпистемологическими соображениями. Хотя она делит предметы на широкие категории, что является перечислительной моделью по своей природе. То есть, она предоставляет информацию о книгах в коллекциях одной библиотеки, а не общемировую классификацию.

## Классификация

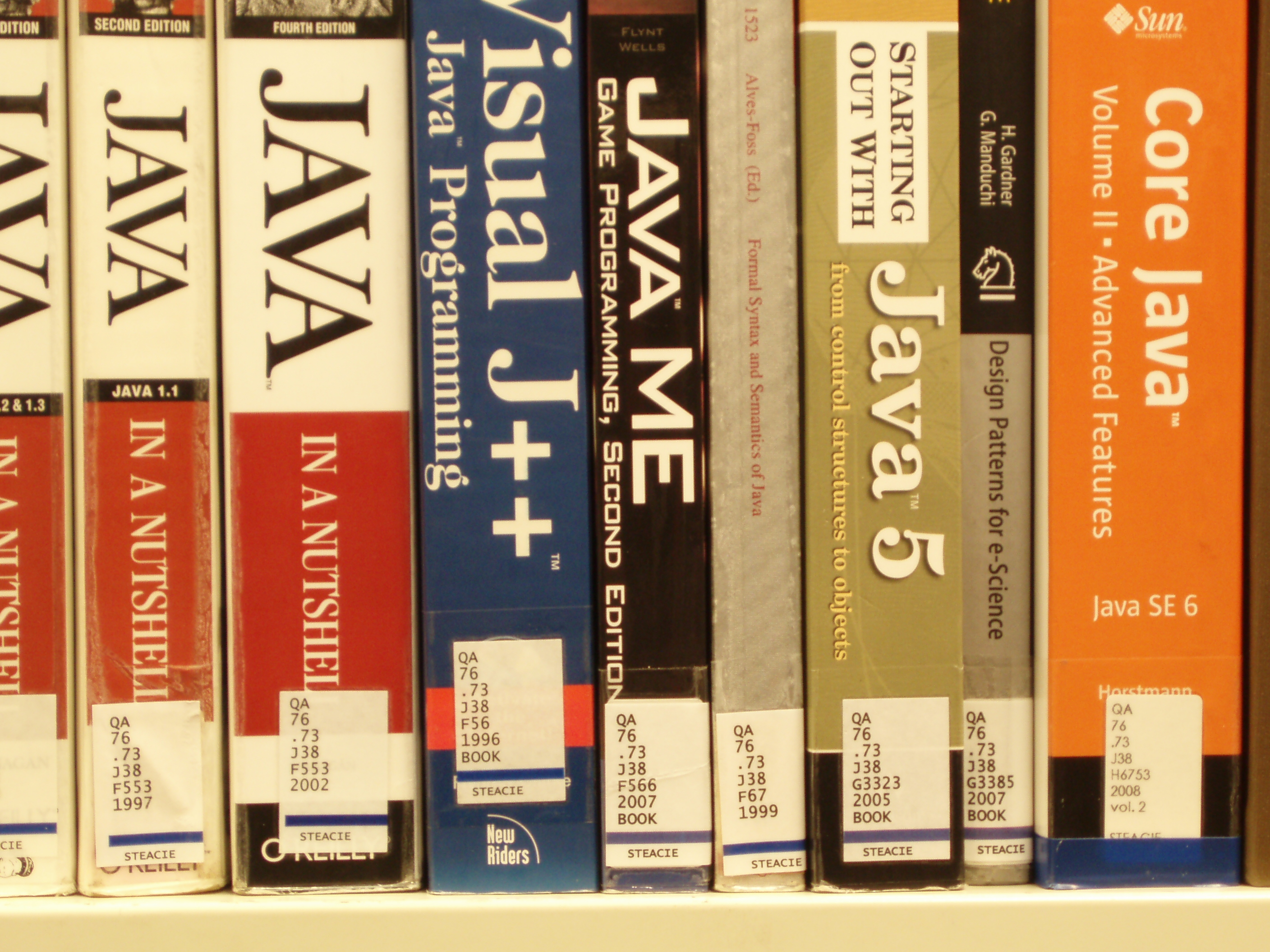
Книги по языку программирования Java в подклассе QA.

| Letter | Subject area                                                                                |
| ------ | ------------------------------------------------------------------------------------------- |
| A      | Общие работы                                                                                |
| B      | Философия, психология, религия                                                              |
| C      | Вспомогательные науки по истории                                                            |
| D      | Всемирная история                                                                           |
| E      | История Америки                                                                             |
| F      | История Соединённых Штатов Америки и Великобритании, Голландии, Франции и Латинской Америки |
| G      | География, антропология, отдых                                                              |
| H      | Общественные науки                                                                          |
| J      | Политология                                                                                 |
| K      | Закон                                                                                       |
| L      | Образование                                                                                 |
| M      | Музыка                                                                                      |
| N      | Изобразительное искусство                                                                   |
| P      | Language and Literature                                                                     |
| Q      | Science                                                                                     |
| R      | Medicine                                                                                    |
| S      | Agriculture                                                                                 |
| T      | Technology                                                                                  |
| U      | Military Science                                                                            |
| V      | Naval Science                                                                               |
| Z      | Bibliography, Library Science, and General Information Resources                            |

### Класс A — Общие работы
- Подкласс AC — Антология. Серии. Собрания сочинений
- Подкласс AE — Энциклопедии
- Подкласс AG — Словари и другие общие справочники
- Подкласс AI — Библиографические индексы
- Подкласс AM — Музеи. Коллекционеры и коллекции
- Подкласс AN — Газеты
- Подкласс AP — Периодика
- Подкласс AS — Академии и научные общества
- Подкласс AY — Ежегодники. Альманахи
- Подкласс AZ — История науки и обучения. Гуманитарные науки

### Класс B — Философия, психология, религия
- Подкласс B — Философия (Общие вопросы)
- Подкласс BC — Логика
- Подкласс BD — Континентальная философия
- Подкласс BF — Психология
- Подкласс BH — Эстетика
- Подкласс BJ — Этика
- Подкласс BL — Религии. Мифология. Рационализм
- Подкласс BM — Иудаизм
- Подкласс BP — Ислам. Бахаизм. Теософия и т. д.
- Подкласс BQ — Буддизм
- Подкласс BR — Христианство
- Подкласс BS — Библия
- Подкласс BT — Доктринальное Богословие
- Подкласс BV — Практическое Богословие
- Подкласс BX — Христианские конфессии

### Класс C — Вспомогательные науки по истории (Общие вопросы)
- Подкласс CB — История цивилизации
- Подкласс CC — Археология
- Подкласс CD — Дипломатика. Архивы. Печати
- Подкласс CE — Хронология. Календарь
- Подкласс CJ — Нумизматика
- Подкласс CN — Надписи. Эпиграфика
- Подкласс CR — Геральдика
- Подкласс CS — Генеалогия
- Подкласс CT — Биография

### Класс D — Всемирная история (за исключением американской истории)
- Подкласс D — История (Общие вопросы)
- Подкласс DA — Великобритания
- Подкласс DAW — История стран Центральной Европы
- Подкласс DB — Австрия — Лихтенштейн — Венгрия — Чехословакия
- Подкласс DC — Франция — Андорра — Монако
- Подкласс DD — Германия
- Подкласс DE — Греко-Римский мир
- Подкласс DF — Греция
- Подкласс DG — Италия — Мальта
- Подкласс DH — Малые Страны — Страны Бенилюкса
- Подкласс DJ — Нидерланды (Голландия)
- Подкласс DJK — Восточная Европа (Общие вопросы)
- Подкласс DK — Россия. Советский Союз. Бывшие советские республики — Польша
- Подкласс DL — Северная Европа. Скандинавия
- Подкласс DP — Испания — Португалия
- Подкласс DQ — Швейцария
- Подкласс DR — Балканский полуостров
- Подкласс DS — Азии
- Подкласс DT — Африка
- Подкласс DU — Океания (Южные моря)
- Подкласс DX — Цыгане

### Класс G — География, антропология, отдых
Основная статья: Классификация Библиотеки Конгресса: класса G — География. Антропология. Отдых
- Подкласс G — География. (общее) Атласы. Карты
- Подкласс Г. А. — Математической географии. Картография
- Подкласс ГБ — Физическая география
- Подкласс GC — Океанографии
- Подкласс GE — Науки об окружающей среде
- Подкласс GF — Экология человека. антропогеографии
- Подкласс Г. Н. — Антропология
- Подкласс GR — Фольклор
- Подкласс GT — Манеры и обычаи (общее)
- Подкласс Г. В. — Отдых. Досуг

### Класс H — Общественные науки
Основная статья: Классификация Библиотеки Конгресса: Класс H — Общественные науки
- Подкласс H — Общественные науки (Общие)
- Подкласс HA — Статистика
- Подкласс HB — Экономическая теория . Демография
- Подкласс HC — Экономическая история и условия
- Подкласс HD — Промышленность . Землепользование. труда
- Подкласс ОН — Транспорт и связь
- Подкласс ВЧ — Коммерция
- Подкласс HG — Финансы
- Подкласс HJ — Государственные финансы
- Подкласс HM — Социология (Общие)
- Подкласс HN — Социальная история, и условия Социальные проблемы . Социальная реформа
- Подкласс HQ — Семья. Брак. Женщины
- Подкласс УГ — Общества: секретные, доброжелательный, и т. д.
- Подкласс HT — Сообщества. Классы. Расы
- Подкласс HV — Социальная патология. Социально-общественное благосостояния . Криминология
- Подкласс HX — Социализм . Коммунизм. Анархизм

### Класс J — Политология
Основная статья: Классификация Библиотеки Конгресса: Класс J — Политология
- Подкласс J — Законодательная и исполнительная документы
- Подкласс JA — Политология (общее)
- Подкласс JC — Политическая теория
- Подкласс JF — Политические институты и государственное управление
- Подкласс JJ — Политические институты и государственное управление (Северная Америка)
- Подкласс JK — Политические институты и государственное управление (США)
- Подкласс JL — Политические институты и государственное управление (Канада, Латинская Америка и т. д.)
- Подкласс JN — Политические институты и государственное управление (Европа)
- Подкласс JQ — Политические институты и государственное управление (Азия, Африка, Австралия, Тихоокеанский регион, и т. д.)
- Подкласс JS — Местное самоуправление Городское самоуправление
- Подкласс СП — Колонии и колонизация. Эмиграция и иммиграция. Международная миграция
- Подкласс JX — Международное право, см. ЮЖД и KZ (устарело)
- Подкласс JZ — Международные отношения

### Класс K — Закон
Основная статья: Классификация Библиотеки Конгресса: Класс K — Закон
- Подкласс К — Закон в целом. Сравнительный и единого закона. Юриспруденция
- Подкласс Кб — Религиозный закон в целом. Сравнительный религиозный закон. Юриспруденция
- Подкласс КБМ — Еврейский закон
- Подкласс КБП — Исламское право
- Подкласс KBR — История канонического права
- Подкласс KBS — Каноническое право Восточной церкви
- Подкласс KBT — Каноническое право Церквей восточного обряда в общении со Святым Престолом в Риме
- Подкласс KBU — Закон Римско-католической церкви. Святой Престол
- Подклассы — KD / КДК — Великобритания и Ирландия
- Подкласс KDZ — Америка Северная Америка
- Подкласс KE — Канада
- Подкласс KF — США
- Подкласс KG — Латинская Америка — Мексика и Центральная Америка — Вест-Индии. Карибский регион
- Подкласс KH — Южная Америка
- Подклассы KJ-ККЗ — Европа
- Подклассы KL-KWX — Азия и Евразия, Африка, Тихоокеанский регион и Антарктида
- Подкласс KZ — Международное право

### Класс L — Образование
- Подкласс L — Образование (общее)
- Подкласс Л. А. — История образования
- Подкласс LB — Теория и практика образования
- Подкласс LC — Специальные аспекты образования
- Подкласс LD — Индивидуальный учреждения — Соединенные Штаты Америки
- Подкласс LE — индивидуальные учреждения — Америка (за исключением США)
- Подкласс LF — Индивидуальный учреждения — Европа
- Подкласс LG — индивидуальные учреждения — Азия, Африка, острова Индийского океана, Австралия, Новая Зеландия, острова Тихого океана
- Подкласс LH — колледж и школа журналы и газеты
- Подкласс ЖЖ — Студенческие братства и общества, США
- Подкласс LT — Учебники

### Класс M — Музыка
Основная статья: Классификация Библиотеки Конгресса: Класс М — Музыка
- Подкласс M — Музыка
- Подкласс ML — Литература по музыке
- Подкласс MT — Обучение и исследования

### Класс N — Изобразительное искусство
- Подкласс N — Изобразительное искусство
- Подкласс Н. А. — Архитектура
- Подкласс NB — Скульптура
- Подкласс NC — Рисование. Дизайн. Иллюстрация
- Подкласс Н. Д. — Картина
- Подкласс СВ — Печатные СМИ
- Подкласс НК — Декоративное искусство
- Подкласс NX — Искусство в целом